# Wettinia disticha
Espèce
Synonymes
- Catoblastus distichus R.Bernal[1]

Statut de conservation UICN

 LC  : Préoccupation mineure
Wettinia disticha est une espèce de plantes de la famille des Arecaceae (les palmiers).

## Publication originale
- Caldasia 17: 368. 1995.